# John Aitken
- John Gordon Aitken (1897 - 1967), škotski nogometaš.
- John Aitken (znanstvenik) (1839 - 1919), škotski fizik in meteorolog.
- John Aitken (glasbeni založnik) (1744/45 - 1831). škotsko-ameriški glasbeni založnik.
- Johnny Aitken (1885 - 1918), ameriški avtomobilistični dirkač.